# Aging (журнал)
Aging (с англ. — «Старение») — рецензируемый научный журнал с открытым доступом обо всех аспектах геронтологии. Публикуется раз в два месяца. Впервые вышел в 2009 году.

## Размещение аннотаций и индексирование
Aging размещает аннотации и индексируется в ISI/Web of Science: Science Citation Index Expanded в категориях «Клеточная биология» и «Гериатрия и геронтология».

Журнал архивируется в PubMed Central (PMC) и индексируется в
- Index Medicus[англ.]/MEDLINE,
- PubMed,[2]
- Meta[англ.]
- EMBASE,[3]
- BIOSIS Previews[англ.],[4]
- Scopus.

Согласно Scopus/SCImago Journal Rank, в 2019 году Aging в категории «Старение» ранжировался под номером 7 по критерию «Cites/Doc. (2years)» и под номером 6 по критерию «SCImago Journal Rank indicator».
В 2019 его импакт-фактор 4,831, а CiteScore 5,2.